# Irène et sa folie

Irène et sa folie est un épisode de la série télévisée française Cinéma 16, réalisé par Bernard Queysanne et diffusée en 1980 sur FR3.

## Fiche technique
- Réalisateur : Bernard Queysanne
- Directeur de la photographie : Bernard Zitzermann
- Cadreur : Marc Barbier
- 1er assistant-réalisateur : Christian Alba
- 2e assistant-réalisateur : Gabriel Audrerie
- Directeur de production : Françoise Guérauden
- Décor : Fernand Clarisse
- Ensemblier : Pierre Voisin
- Son : Jean-Claude Leborgne
- Date de diffusion : 17 septembre 1980 sur FR3

## Distribution
- Ludmila Mikaël : Irène
- John Price : Graham
- Maria Casarès : Docteur Burns
- Jerry Sunkist : David
- Jacques Spiesser : Stéphane
- Serge Sauvion : Professeur du Conservatoire

## Lieux de tournage
- Grande-Bretagne : Cardiff-Newport
- France : Lille-Paris-Studio Lille